# Liste von Zuger Künstlern
Dies ist eine Liste von  Kunstschaffenden mit Geburtsort Zug (Schweiz).
| Name | Lebensdaten                                  | war/ist | SIKART-Stufe |
| --- | -------------------------------------------- | --- | ------------ |
| Ackermann, Marguerite                                                                                     | * 5.8.1900 Zug, † 1.4.1990 Bad Ragaz         | Malerin. Marinebilder, Landschaften und Stillleben | 1            |
| Aklin, Ernst                                                                                              | * 14.11.1944 Zug                             | Bildhauer, Maler und Zeichner. Bauplastik und Platzgestaltung | 2            |
| Altorfer, Wolf                                                                                            | * 27.10.1945 Zug                             | Zeichner, Maler, Architekt und Umweltschützer. Plakat | 1            |
| Andermatt, Werner                                                                                         | * 28.7.1916 Zug, † 29.5.2013 Luzern          | Grafiker, Maler, Designer und Zeichenlehrer an der Kunstgewerbeschule Luzern. Werbegrafische Tätigkeit. Landschaften, Stillleben und Figürliches. Glasfenster | 2            |
| Arnelas, Myriam [Arnelas, Miriam]                                                                         | * 1.3.1976 Zug                               | Malerin | 2            |
| Bachman, Ursula [Bachmann, Ursula]                                                                        | * 14.5.1963 Zug                              | Objektkünstlerin. Installation, Relief, Film und Kunst am Bau | 2            |
| Bachmann, Beat Jakob                                                                                      | [1618 Zug], [1620 Sursee]                    | Maler aus Säckingen. Schuf 1620 einen Franziskus-Zyklus für das Kapuzinerkloster Sursee | 2            |
| Baumann, Sabian [Baumann, Sabina]                                                                         | * 19.6.1962 Zug                              | Objektkünstler_in. Installation, Zeichnung und Video | 3            |
| Bieri-Betschart, Anne-Marie                                                                               | * 2.9.1945 Zug                               | Malerin und Druckgrafikerin | 1            |
| Bietenhader, Micha [Bietenhader, Micha Daniel]                                                            | * 27.7.1985 Zug                              | Medien-, Licht- und Installationskünstler. Seit 2008 Zusammenarbeit mit Selina Fröhlicher | 2            |
| Blunschi, Felix                                                                                           | * 28.2.1720 Zug, † 16.5.1802 Zurzach         | Bildhauer von Zug. Tätig in Pruntrut, Freiburg im Üechtland, Bayern und Ungarn | 1            |
| Bossard, Johann [Bossard, Johann Michael]                                                                 | * 16.12.1874 Zug, † 27.3.1950 Jesteburg      | Plastiker, Maler, Grafiker und Illustrator. Grabmäler, Altäre, Brunnen, Bauplastiken und Wandbilder | 3            |
| Bossard, Ursula                                                                                           | * 18.9.1957 Zug                              | Bildhauerin, Zeichnerin und Grafikerin. Objektkunst und Relief | 2            |
| Brandenberg, Anton Aloys                                                                                  | * 29.4.1853 Zug, † 5.2.1942 Rom              | Bildhauer. Ab 1891 in Rom. Grab- und Denkmäler sowie Reliefs, Figurengruppen und Statuen | 2            |
| Brandenberg, Christoph                                                                                    | * um 1598–1600 Zug, † 13.4.1663 Zug          | Glasmaler. 1635 wohl Aufgabe seines Berufes zugunsten einer politischen Karriere | 3            |
| Brandenberg, Johannes (Johann, Joan, Giovanni)                                                            | * 20.5.1661 (Taufe) Zug, † 26.9.1729 Zug     | Maler und Zeichner. Religiöse und allegorische Gemälde sowie Porträts. Tätig in Zug, Einsiedeln, Beromünster und anderen Stiften, Städten und Schlössern | 4            |
| Brandenberg, Joseph Leonz                                                                                 | * 12.1.1671 Zug, † 19.5.1726 Zug             | Bildhauer, Altarbauer, Ornamentschnitzer, Spitalvogt und Mitglied des Grossen Rates in Zug | 2            |
| Brandenberg, Joseph Martin Benedikt                                                                       | * 10.1.1858 Zug, † um 1909/1927              | Porträtmaler und Zeichenlehrer. Glasmalerei. Tätig in Italien, Deutschland, Rumänien und Ungarn | 1            |
| Brandenberg, Karl Franz                                                                                   | * 5.6.1763 Zug, † 31.5.1839                  | Maler und Politiker. Bildnisse, Landschaftsstudien und Miniaturen. Verfasser einer Zuger Kunstgeschichte | 1            |
| Brandenberg, Michael Anton                                                                                | * 2.3.1723 Zug, † 1768                       | Maler. Wandmalerei. Enkel von Johannes Brandenberg | 2            |
| Brandenberg, Paul Anton                                                                                   | * 27.8.1729 Zug, † 24.5.1758                 | Maler. Altarbilder. 1749 in Rom Schüler von Jakob Frei, ab 1754 Schüler von Anton Raffael Mengs. 1757 Rückkehr nach Zug | 1            |
| Brandenberg, Thomas                                                                                       | * 13.6.1620 Zug, † 7.5.1688 Zug              | Schneider und Maler. Landschaften und Altarbilder. Vater von Johannes Brandenberg | 2            |
| Bucher, Cajetan                                                                                           | * 31.12.1859 Zug, † 7.10.1912 Zug            | Holzbildhauer und Kunstschreiner. Passionszyklus für die Kirche St. Oswald in Zug | 1            |
| Bucher, Claudia                                                                                           | * 28.3.1971 Zug                              | Installation, Performance und Zeichnung | 2            |
| Bucher, Martin                                                                                            | * 4.10.1967 Zug                              | Bildhauer, Objektkünstler | 2            |
| Christen Vágner, Yvonne [Christen Vagner, Yvonne; Christen, Yvonne]                                       | * 21.2.1959 Zug                              | Bildhauerin. Objekt, Malerei, Installation und Zeichnung | 2            |
| Christen, Pepo                                                                                            | * 12.6.1945 Zug                              | Gestalter, Zeichenlehrer, Bildhauer und Architekt. Kunst im öffentlichen Raum, Radierung, Installation, Objekt- und Konzeptkunst | 2            |
| Clausner, Jakob Joseph [Klausner, Jakob Joseph; Claussner, Jakob Joseph]                                  | * 14.11.1744 Zug, † 5.7.1797 Zug             | Kupferstecher und Feldmesser aus Zug. Studien in Paris 1770, um 1792 in Luzern tätig. Landkarten, Grundrisse, Ansichten und Heiligenbilder | 1            |
| Dahinden, Marcel                                                                                          | * 1962 Zug                                   | Foto-Art | 1            |
| de Spindler, Sabine                                                                                       | * 7.11.1971 Zug                              | Malerin und Lehrperson für Bildnerisches Gestalten. Zeichnung, Collage | 2            |
| Derungs, Mary [Zimmermann-Derungs, Mary]                                                                  | * 6.12.1945 Zug                              | Malerin und Bildhauerin. Angewandte Kunst, Objektkunst, Plastik, Druckgrafik, Zeichnung und Installation | 2            |
| Dobrzanski, Edmondo                                                                                       | * 2.8.1914 Zug, † 24.8.1997 Lugano           | Maler und Zeichner. Illustration und Lithografie | 3            |
| Etter, Romuald                                                                                            | * 17.9.1959 Zug                              | Installations- und Objektkünstler, Zeichenlehrer. Glasmalerei | 2            |
| Gilsi-Hürlimann, Helene                                                                                   | * 11.6.1914 Zug                              | Dekorateurin und Malerin | 1            |
| Gnos, Livia Salome                                                                                        | * 18.11.1977 Zug                             | Fotografin. Malerei, Zeichnung und Video | 2            |
| Gut, Andi                                                                                                 | * 26.4.1971 Zug                              | Goldschmied und Objektkünstler | 1            |
| Gysi, André                                                                                               | * 23.12.1957 Zug                             | Bildhauer und Buchdrucker. Installation, Objektkunst und Plastik | 2            |
| Haettenschweiler, Walter [Hättenschweiler, Walter; Haetti; Hae]                                           | * 3.1.1933 Zug, † 7.10.2014 Zürich           | Designer, Grafiker, Zeichner und Plastiker. Kunst am Bau | 2            |
| Hafner, Leo [Hafner-Reber, Leo; Hafner, Leodegar Augustinus]                                              | * 17.9.1924 Zug, † 2.11.2015 Oberägeri       | Architekt, Maler und Bildhauer | 1            |
| Maria Hafner (Malerin) [Hafner, Maria Elisabeth]                                                          | * 1.4.1923 Zug, † 15.12.2018 Zug             | Malerin. Zeichnung, Lithografie, Wandbild. Vorlagen für Glasgemälde und textile Wandbilder. Vornehmend religiöse Themen | 2            |
| Hartmann, Werner                                                                                          | * 5.5.1945 Zug, † 18.2.1993 Zürich           | Maler und Grafiker. Skripturalismus | 3            |
| Heimgartner, Roland                                                                                       | * 1.8.1972 Zug                               | Grafiker. Malerei, Objektkunst | 2            |
| Henggeler, Jürg [Henggeler, Jörg]                                                                         | * 7.9.1935 Zug, † 7.2.2009 Unterägeri        | Grafiker, Maler, Fotograf. Vorwiegend als Aquarellist und Holzschneider tätig | 2            |
| Herbener, Peter                                                                                           | * 4.6.1933 Zug, † 3.10.2001 Basel            | Maler, Grafiker und Zeichner | 2            |
| Herzog, Josef                                                                                             | * 5.7.1939 Zug, † 14.8.1998 Zug              | Maler und Zeichner. Wandbild | 3            |
| Hiltensperger, Beat Jakob Anton [Hiltensberger, Beat Jakob]                                               | * 24.12.1722 Zug                             | Buchdrucker und Formschneider aus Zug. Tätig in Berg (TG) in der zweiten Hälfte des 18. Jahrhunderts. 1769 Wappentafel für die Honoratioren der Stadt St. Gallen | 1            |
| Hiltensperger, Johann Jost [Hiltensberger, Johann Jost]                                                   | * 3.10.1711 Zug, † 1.12.1792 Zug             | Buchdrucker, Kupferstecher und Formschneider. Gab Kupferstiche und Holzschnitte mit historischen und zeitgeschichtlichen Motiven heraus | 1            |
| Himmelsbach, Rut                                                                                          | * 28.9.1950 Zug                              | Malerin, Fotografin und Objektkünstlerin | 3            |
| Hoffmann, Lukas                                                                                           | * 17.2.1981 Zug                              | Fotograf. Seit 2016 in Deutschland tätig | 2            |
| Hofmann, Godi                                                                                             | * 15.10.1934 Zug, † 20.11.2011 Luzern        | Maler, Zeichner und Lehrer. Aquarell, Radierung, Illustration. Bruder von Werner Hofmann | 2            |
| Hofmann, Werner                                                                                           | * 11.10.1935 Zug, † 27.10.2005 Luzern        | Grafiker, Lehrer, Illustrator. Illustrative Holzschnitte. Aquarell. Bruder von Godi Hofmann | 2            |
| Hotz, Carl Johann Baptist                                                                                 | * 27.7.1854 Zug, † 6.6.1909 Lausanne         | Landschaftsmaler und Porträtist. Schüler von Wilhelm von Kaulbach in München. Schuf 1887–1891 ein Diorama in Interlaken. Ab 1900 in Paris | 2            |
| Hürlimann, Cécile                                                                                         | * 22.9.1939 Zug                              | Malerin und Illustratorin. Zeichnungen | 2            |
| Imhof | [um 1480 Zug]                                | Von Luzern gebürtiger Maler. Um 1480 fünf Tafelbilder für die St. Oswaldskirche in Zug | 2            |
| Jehle, Manfred [Jehle-Danioth, Manfred]                                                                   | * 27.6.1966 Zug                              | Maler. Fotografie und Druckgrafik. Von 1996 bis 1999 unter dem Namen Jehle-Danioth tätig | 1            |
| Keiser, Georg Joseph Jakob                                                                                | * 16.5.1859 Zug, † 13.2.1939 Münchenstein    | Aquarellist und Geometer. Arbeit an Katasteraufnahmen in Deutschland und der Westschweiz. 1884–1893 Zeichenlehrer in Zug. 1887 Situationsplan der Stadt Zug. 1893–1922 Lehrer für technisches Zeichnen in Basel. Stadtveduten                                                                             | 2            |
| Keiser, Hans (Johann) Albert                                                                              | * 13.1.1825 Zug, † 19.7.1905 Zug             | Bildhauer. Schüler von Ludwig Schwanthaler in München. Fast 50 Jahre in Zug als Grabbildhauer tätig. Bruder von Ludwig Keiser | 1            |
| Keiser, Josef Anton                                                                                       | * 26.8.1859 Zug, † 21.4.1923 Zug             | Hafner. Bemalung von Fayenceöfen im Neurenaissance- und Neurokokostil. Werkstatt mit internationaler Kundschaft. Hafnereibetrieb bestehend bis 1938 | 3            |
| Keiser, Karl Albert                                                                                       | * 28.4.1834 Zug, † 27.3.1885 Freiburg i. Ue. | Maler. 1858 Priester. Feldprediger in Neapel. Dort Kunststudien. Ab 1860 Priester an verschiedenen Orten der Schweiz und Lehrer am Gymnasium in Freiburg im Üechtland. Porträts. Zwei Heiligenbilder im Kloster Disentis                                                                                  | 2            |
| Keiser, Karl Joseph                                                                                       | * 25.4.1702 Zug, † 3.10.1765 Buonas          | Porträtist und Altarblattmaler. Schüler Johann Brandenbergs in Zug. Wanderjahre in Deutschland und Österreich. 16 Jahre in Rom. Altäre in St. Konrad, Zug, und in der Franziskanerkirche Luzern | 2            |
| Keiser, Ludwig [Kaiser, Ludwig; Keiser, Ludwig; Keyser, Ludwig]                                           | * 14.12.1816 Zug, † 8.1.1890 Zürich          | Bildhauer. Bauplastiken, Brunnenfiguren und Denkmäler. Mitarbeit im Atelier Ludwig Schwanthalers in München. Lehrer am Polytechnikum Zürich. Bruder von Johann (Hans) Albert Keiser | 3            |
| Keller, Georg                                                                                             | * 29.10.1981 Zug                             | Installation | 2            |
| Kiss Horváth, Monika [Kiss Horvath, Monika]                                                               | * 1.3.1958 Zug                               | Malerin. Kunst im öffentlichen Raum, Fotografie, Wandmalerei | 2            |
| Kleeb, Ueli                                                                                               | * 30.3.1964 Zug                              | Visueller Gestalter, Ausstellungsmacher. Szenografie, Plakatgrafik. Seit 1999 Produktionsgemeinschaft DNS-TRansport mit Mark Livingston und Caroline Lötscher | 1            |
| Knobel, Urs J.                                                                                            | * 28.2.1956 Zug                              | Illustrator. Malerei, Grafik | 2            |
| Kobler, Adelaide [Kobler, Heidy Adelaide]                                                                 | * 14.2.1936 Zug                              | Kunstmalerin | 1            |
| Kolin, Beat Lazarus                                                                                       | * 19.1.1632 Zug, † 16.4.1705                 | Zeichner. Schuf 1664 mit seinem Bruder Jakob Kolin die Gemälde am Zuger Zytturm. Vielleicht der Autor der Zeichnungen im Familienbuch der Zurlauben. Sohn von Bartholomäus Kolin | 1            |
| Kolin, Johann Jakob [Koli, Jakob]                                                                         | * 28.9.1634 Zug, † 1694 Zug                  | Maler. 1664 mit Lazarus Kolin Gemälde am Zuger Zytturm. 1669 Altarbild für das Kloster Fahr. 1692 zwei Bilder in der ehemaligen Zuger St. Niklausenkapelle. Sohn von Bartholomäus Kolin | 2            |
| Kolin, Karl Franz [Collin, Karl Franz]                                                                    | * 2.6.1629 Zug, † 7.7.1674 Zug               | Glasmaler | 2            |
| Kummer, Markus                                                                                            | * 21.6.1974 Zug                              | Plasticien. Installation, sculpture, photographie | 2            |
| Letter, Kaspar (der Ältere)                                                                               | * 16.11.1608 Zug, † 10.1.1663                | Maler. 1625 (1626?) 24 Wandgemälde für die Stiftskirche von Zurzach. Vater von Kaspar Letter dem Jüngeren | 1            |
| Letter, Kaspar (der Jüngere)                                                                              | * 11.8.1637 Zug, † 16.4.1703                 | Kirchenmaler. Sohn von Kaspar Letter dem Älteren | 1            |
| Leutenegger, Emil                                                                                         | * 19.7.1921 Zug                              | Maler, Grafiker, Illustrator und Zeichenlehrer | 1            |
| Lingg, Bartholomäus (II.) [Lingg, Bartli; Lingckh, Bartolomäus; Lingk, Bartholomäus; Linck, Bartholomäus] | [* 1550/1560 Zug], [† nach 1629 Strassburg]  | Glasmaler und Scheibenrisszeichner. Geboren zwischen 1550 und 1560, gestorben nach 1629. Werkstatt in Strassburg | 3            |
| Mahler, Oswald [Moler, Oswald]                                                                            | [1587 Zug]                                   | Maler. Ausmalung des Innern der St. Oswald-Kirche in Zug bis 1587. Im selben Jahr ornamentale und figurale Bemalung des Zuger Zytturms | 1            |
| Mathys, Walter                                                                                            | * 1.2.1914 Zug                               | Maler | 1            |
| Meier, Robin                                                                                              | * 24.11.1980 Zug                             | Audio, Installation und Klangkunst | 2            |
| Menteler, Franz Joseph                                                                                    | * 23.11.1777 Zug, † 14.4.1833 Bern ?         | Maler und Hinterglasmaler. Porträts. Neffe von Franz Thaddäus Menteler dem Jüngeren | 2            |
| Menteler, Franz Thaddäus (der Ältere)                                                                     | * 19.11.1712 Zug, † 25.4.1789 Zug            | Maler und Glasmaler. Studien in Augsburg und Wien. Ab 1727 Mitglied der Zuger Lukasbruderschaft. Vater von Franz Thaddäus Menteler dem Jüngeren |              |
| Menteler, Franz Thaddäus (der Jüngere)                                                                    | * 8.12.1751 Zug, † 16.9.1794 Zug             | Maler und Hinterglasmaler. Porträts, Altartafeln, Glasmalerei, Hinterglasbilder. Sohn von Franz Thaddäus Menteler dem Älteren | 2            |
| Menteler, Kaspar Anton                                                                                    | * 11.9.1783 Zug, † 5.11.1837 Zug             | Maler. Altartafeln in der Pfarrkirche St. German in Seewen (SO), Porträts. Neffe von Franz Thaddäus Menteler dem Jüngeren | 2            |
| Moos, Johann Kaspar [Muos, Kaspar]                                                                        | * 21.4.1774 Zug, † 21.8.1835 Zug             | Porträt- und Historienmaler. Ausbildung in Rom und Turin. Lehrer Paul von Deschwandens. Altartafeln in mehreren Kirchen von Zug und Umgebung | 2            |
| Moos, Karl Johann Franz                                                                                   | * 1854 Zug, † 1924 Adliswil                  | Historien- und Porträtmaler, Illustrator. Schüler von Xaver Zürcher in Zug. Ab 1876 in München. Ab 1905 in Adliswil. Vater von Karl Moos | 2            |
| Moos, Wilhelm                                                                                             | * 1.12.1807 Zug, † 25.7.1847 Zug             | Maler, Zeichner und Illustrator. Schüler seines Vaters Kaspar Moos. Schweizergardist in Rom. Zeichenlehrer in Zug. Historienbilder | 2            |
| Mühlefluh, Barbara                                                                                        | * 28.10.1962 Zug                             | Malerin und Objektkünstlerin. Plastik, Zeichnung | 2            |
| Müller, Franz Joseph (Josef)                                                                              | * 1658 Zug, † 1713 Zug                       | Glasmaler. Sohn von Michael IV. und Bruder von Johann Baptist Müller | 2            |
| Müller, Johann Baptist                                                                                    | * 27.3.1663 Zug, † 8.10.1735 Zug             | Glasmaler. Sohn von Michael IV. und Bruder von Franz Joseph Müller | 2            |
| Müller, Melchior (II. ab Lauried)                                                                         | * um 1602 Zug, † 13.4.1672 Zug               | Glas- und Hinterglasmaler | 3            |
| Müller, Michael                                                                                           | * 1623 Zug, † 5.2.1682 Zug                   | Zuger Bildhauer | 1            |
| Müller, Michael (II. Ammann)                                                                              | * um 1570 Zug, † 4.5.1642 [?] Zug            | Glasmaler. Vater der Glasmaler Tobias und Paul Müller | 3            |
| Müller, Michael (IV.) [MM]                                                                                | * um 1627 Zug, † 5.2.1682 Zug                | Glasmaler. Vater von Franz Joseph und Johann Baptist Müller | 3            |
| Müller, Oswald                                                                                            | [1555 Zug], [1557 Zug]                       | Maler in Zug. 1555 Auftrag zur Ausmalung des Gewölbes der St. Oswalds-Kirche, 1557 Bemalung des Zytturms in Zug | 1            |
| Müller, Paul (Ammann)                                                                                     | * um 1600 Zug, † 26.11.1643 Zug              | Glasmaler. Sohn von Michael II. Müller, Bruder von Tobias Müller | 3            |
| Müller, Rudolf                                                                                            | * 12.9.1918 Zug, † 12.1.2002 Unterägeri      | Maler und Grafiker. Zeichnung, Lithografie und Plakat. Porträt und Akt, Miniaturen und Ornamente | 1            |
| Muos, Caspar Wolfgang                                                                                     | * 9.9.1654 Zug, † 4.1.1728                   | Kirchenmaler. Ausbildung in Venedig, Rom und Deutschland. Bruder von Heinrich Ludwig Muoss. Wahrscheinlich auch in Flandern und Frankreich tätig | 2            |
| Muos, Johann Martin (Josef?) [Muoz, Johann Martin; Muoss, Johann Martin]                                  | * 4.5.1679 Zug, † 25.3.1716                  | Maler. Sohn von Caspar Wolfgang Muos | 1            |
| Muos, K. Ludwig                                                                                           | * 19.12.1657 Zug, † 26.12.1726 Zug           | Buchdrucker und Kartenzeichner. Grosse Schweizerkarte 1698 | 1            |
| Muoss, Heinrich Ludwig [Muos, Heinrich Ludwig]                                                            | * 19.12.1657 Zug, † 26.12.1721               | Topograf, Maler und Buchdrucker. Bruder von Caspar Wolfgang Muos | 2            |
| Muoss, Johann Jakob                                                                                       | * 22.5.1623 Zug, [1640]                      | Maler. Verliess 1640 Zug | 1            |
| Nussbaumer Renner, Françoise [Renner, Françoise]                                                          | * 22.6.1948 Zug                              | Malerin und Installationskünstlerin | 2            |
| Peikert, Martin                                                                                           | * 5.4.1901 Zug, † 3.9.1975 Zug               | Grafiker und Maler. Plakate im Stil des Art Déco und Illustrationen. Ab 1925 als freier Mitarbeiter für Orell Füssli in Zürich tätig. Titelblätter und Illustrationen für deren Zeitschrift Wochenschau.                                                                                                  | 2            |
| Plattner, Félix                                                                                           | * 23.3.1955 Zug                              | Bildhauer, Zeichner und Lehrer. Von der Astronomie inspirierte Motive | 1            |
| Potthof, Hans [Potthoff, Hans]                                                                            | * 24.1.1911 Zug, † 29.3.2003 Zug             | Maler und Grafiker. Landschaft und Figur. Zeichnung, Lithografie, Wandbild, Mosaik und Glasmalerei | 3            |
| Raimann, Daniela                                                                                          | * 1.2.1964 Zug                               | Installationskünstlerin und Zeichnerin | 2            |
| Reichlin, Andreas                                                                                         | * 20.2.1968 Zug                              | Bildhauer und Plastiker | 1            |
| Richener, Michael                                                                                         | * 27.4.1612 Zug, † 27.4.1667 Zug             | Bildhauer. 1631 Aufnahme in die Zuger Lukasbruderschaft | 1            |
| Richener, Michael Blasius                                                                                 | * 4.2.1696 Zug, † 23.1.1753 Zug              | Maler in Zug. Schüler von Johannes Brandenberg |              |
| Ruhstaller, Heinz                                                                                         | * 11.5.1954 Zug                              | Maler, Kupferstecher und Radierer. Zeichnung | 2            |
| Rust, Dorothea [Rust, Dora Anna]                                                                          | * 15.11.1955 Zug                             | Performancekünstlerin und Tänzerin. Installative Settings, Installationen und Fotoarbeiten | 3            |
| Schelbert, Pia [Schmid, Pia]                                                                              | * 14.10.1929 Zug, † 5.9.2011 Olten           | Textilgestalterin. Kunst am Bau | 2            |
| Schell, Carl                                                                                              | * 1612 Zug, † 1695 Zug                       | Holzbildhauer und Altarbauer. Für die Benediktinerklöster Einsiedeln und Muri tätig | 2            |
| Schönbächler, Daniela                                                                                     | * 1968 Zug                                   | Installation, Skulptur, Fotografie, Malerei |              |
| Schwerzmann, Johann Jakob Wilhelm                                                                         | * 22.6.1877 Zug, † 7.6.1966 Orselina         | Bildhauer, Plastiker und Gestalter von Marionetten. Kunst im öffentlichen Raum, vor allem Brunnen mit Genreszenen und Tiermotiven | 2            |
| Siegrist, Armin [ARMIN]                                                                                   | * 10.7.1933 Zug, † 6.10.2004 Steinhausen     | Maler, Grafiker, Zeichner, Cartoonist und Illustrator. Zeichenlehrer an der Gewerbeschule in Zug | 1            |
| Späny, Walter                                                                                             | * 10.5.1892 Zug, † 6.10.1952 La Ciotat       | Bildhauer | 1            |
| Speck, Franz Michael                                                                                      | * 25.6.1789 Zug, † 7.12.1797 Zug             | Zeichnender Knabe. Zeichenbücher | 2            |
| Speck, Karl Josef (der Ältere)                                                                            | * 14.3.1729 Zug, † 24.3.1798 Zug             | Maler. Religiöse und Porträtmalerei. Vater von Karl Josef Speck dem Jüngeren | 2            |
| Speck, Karl Josef (der Jüngere)                                                                           | * 19.3.1758 Zug, † 2.12.1818 Zug             | Maler. Sohn von Karl Josef Speck dem Älteren | 1            |
| Spieser, Vreni                                                                                            | * 29.8.1963 Zug                              | Installationen. Mixed Media und Objektkunst | 2            |
| Spillmann, Georg                                                                                          | * 21.3.1821 Zug, † 1877 Paris                | Maler. Landschaften. Ausbildung im Atelier von Alexandre Calame in Paris | 1            |
| Spillmann, Martin                                                                                         | * 1810 Zug, † 1863 Zug                       | Lithograf | 2            |
| Stadlin, Eduard (der Ältere)                                                                              | * 21.12.1812 Zug, † 25.10.1884 Zug           | Landschaftsmaler. Vater von Eduard Stadlin dem Jüngeren | 2            |
| Stadlin, Eduard (der Jüngere)                                                                             | * 2.2.1845 Zug, † 1.2.1881 Wien              | Dekorationsmaler und Lithograf. Ab 1876 in Wien. Sohn von Eduard Stadlin dem Älteren | 2            |
| Stadlin, Franz                                                                                            | * 27.3.1948 Zug                              | Maler und Zeichner. Fachlehrer für Zeichnen | 2            |
| Stehlin, Christoph                                                                                        | * 8.5.1960 Zug                               | Bildhauer, Objektkünstler und Maler | 2            |
| Steiner, Myrtha                                                                                           | * 11.3.1962 Zug                              | Malerin, Zeichnerin, Lithografin. Kunsthistorikerin | 2            |
| Steiner, Stefan                                                                                           | * 9.2.1963 Zug                               | Maler und Zeichner. Seit 1988 in Deutschland | 2            |
| Stocker, Johann Joseph Ludwig [Stoker, Joseph]                                                            | * 15.2.1825 Zug, † 18.2.1908 Zug             | Porträtmaler | 2            |
| Stocker, Norbert                                                                                          | * 14.6.1940 Zug                              | Bildhauer, Zeichner und Maler. Relief. Zeichenlehrer. Studien in Luzern und Berlin | 2            |
| Strba, Annelies [Štrba, Annelies]                                                                         | * 7.10.1947 Zug                              | Fotografin. Video, Photo Art | 4            |
| Stump, Erika                                                                                              | * 27.10.1958 Zug                             | Graphiste. Affiche | 2            |
| Stutzer, Andrea                                                                                           | * 4.8.1961 Zug, † 25.8.2013 Bern             | Malerei, Zeichnung und Druckgrafik | 2            |
| Suter, Yves                                                                                               | * 27.9.1983 Zug                              | Fotograf. Malerei, Installation und Forschung. Wissenschaftliche Arbeit im Bereich 'intellectual property rights' an der ETH Zürich | 2            |
| Thoma, Charly                                                                                             | * 26.11.1935 Zug                             | Goldschmied, Metallplastiker, Zeichner und Maler | 1            |
| Volz, Mandy                                                                                               | * 7.12.1938 Zug                              | Bildhauer und Maler. Relief, Kunst im öffentlichen Raum, Environment | 2            |
| Vorburger, Guido                                                                                          | * 5.6.1961 Zug                               | Maler und Zeichner, Kunst am Bau | 2            |
| Voser, Peter                                                                                              | * 26.5.1949 Zug                              | Maler, Zeichner und Lithograf. Assemblage. Korrektor und Revisor | 2            |
| Warttis, Jakob                                                                                            | * 1570 Zug, † 27.1.1646 Zug (Begräbnis)      | Maler religiöser Gemälde. Arbeitete für Kirchen und Klöster in Zug, Rheinau und Einsiedeln | 3            |
| Weber, Regula                                                                                             | * 25.3.1957 Zug                              | Malerei, Zeichnung und Fotografie | 2            |
| Weiss, Heinrich                                                                                           | * 18.2.1820 Zug, † 9.12.1877 Zug             | Lithograf und Topograf | 1            |
| West, Nicoletta                                                                                           | * 20.8.1966 Zug                              | Fotografie, Installation, Mixed Media, Zeichnung | 2            |
| Wickart, Anton Beat Konrad                                                                                | * 13.8.1677 Zug, † 3.7.1742 Zug              | Mitglied der Zuger Bildhauerdynastie Wickart. Sohn von Johann Baptist Wickart, bei dem er ausgebildet wurde. Führte die väterliche Werkstatt weiter | 2            |
| Wickart, Anton Josef Blasius                                                                              | * 1838 Zug, † 1921 Zug                       | Zeichner | 1            |
| Wickart, Franz Joseph                                                                                     | * 8.12.1660 Zug, † 7.1729 Speyer             | Mitglied der Zuger Bildhauerdynastie Wickart. Lehre bei seinem Vater Johann Baptist Wickart. 1696 Aufnahme in die Zuger Zunft. Verliess 1709 seine Vaterstadt und bewarb sich 1715 um das Bürgerrecht von Speyer                                                                                          | 2            |
| Wickart, Jakob                                                                                            | * 1610 Zug, † 1684 Zug                       | Glasmaler | 2            |
| Wickart, Johann Baptist                                                                                   | * 16.4.1635 Zug, † 28.5.1705 Zug             | Mitglied der Zuger Bildhauerdynastie Wickart. Bildhauer und Altarbauer. Lehre bei seinem Vater Michael Wickart dem Älteren. Übernahm um 1665 dessen Werkstatt. 1659 Aufnahme in die Zuger Lukasbruderschaft. Mitglied des Grossen Rates. Zahlreiche Werke                                                 | 2            |
| Wickart, Michael (der Ältere) [Wikart, Michael; Weickhard, Michael]                                       | * 1600 Zug, † 1.12.1682 Zug                  | Begründer der Zuger Bildhauerdynastie Wickart. Bildhauer, Altarbauer und Baumeister. Vater von Johann Baptist und Michael Wickart dem Jüngeren. 1626 Aufnahme in die Zuger Lukasbruderschaft, wo er auch Mitglied des Grossen Rates und Kirchmeier zu St. Michael war. Mehrjähriger Aufenthalt in Mailand | 2            |
| Wickart, Michael (der Jüngere)                                                                            | * 25.1.1629 Zug, † 19.8.1701 Zug             | Mitglied der Zuger Bildhauerdynastie Wickart. Sohn von Michael Wickart dem Älteren, bei dem er das Handwerk erlernte. 1659 Mitglied der Zuger Lukasbruderschaft | 2            |
| Wickart, Thomas Anton                                                                                     | * 12.5.1793 Zug, † 22.5.1876 Zug             | Maler. Einziger Zuger Kleinmeister. Zeichenlehrer am Gymnasium in Zug. Landschaften und Zuger Ansichten | 2            |
| Willi, Max                                                                                                | * 29.1.1932 Zug                              | Maler, Zeichner und Plastiker. Gebrauchsgrafiker | 1            |
| Wyss, Johann Jakob                                                                                        | * 3.5.1754 Zug, † 18.12.1828                 | Maler. 1772–74 Deckenfresken des Mittelschiffs und der Kuppel der Stiftskirche in Beromünster (mit Johann Georg Ignaz Wyss). Mitglied der dortigen Lukasbruderschaft | 2            |
| Zumbach, Adam (der Jüngere) [Zum Bach, Adam]                                                              | * 14.8.1651 Zug, † 15.1.1693 Zug             | Glasmaler. Schüler von Michael Müller. Standes-, Stadt- und Wappenscheiben | 2            |
| Zumbach, Franziska                                                                                        | * 19.3.1959 Zug                              | Malerin, Zeichnerin und Grafikerin. Wandmalerei. Zeichenlehrerin | 2            |
| Zumbach, Silvia [Schwärzer, Silvia]                                                                       | * 14.1.1931 Zug, † 8.3.2018 Wetzikon         | Malerin und Objektkünstlerin. Textilkunst, Wandteppich und Fotografie | 2            |
| Zurfluh, Christina                                                                                        | * 15.4.1961 Zug                              | Objekt- und Textilkünstlerin. Abstrakte Materialbilder, Installation, Fotografie und Multiple | 2            |